# Isothrix
Isothrix — рід гризунів родини щетинцевих, що проживають у північній частині Південної Америки. Довжина голови й тіла: 220–290 мм, хвіст приблизно 250 мм. Колір сильно відрізняється для різних видів роду. Хутро м'яке без голок. Хвіст густо вкритий шерстям.

## Систематика
- Рід Isothrix
  - Вид Isothrix barbarabrownae
  - Вид Isothrix bistriata
  - Вид Isothrix negrensis
  - Вид Isothrix orinoci
  - Вид Isothrix pagurus
  - Вид Isothrix sinnamariensis